# 六本木站
六本木站（日语：／ Roppongi eki */?）是位於日本東京都港區，屬於東京地下鐵、東京都交通局（都營地下鐵）的鐵路車站。東京地下鐵的所在地是六本木六丁目、東京都交通局是赤坂九丁目。
此站有東京地下鐵的日比谷線、都營地下鐵的大江戶線停靠。日比谷線的車站編號是H 04、大江戶線是E 23。

## 历史
- 1964年（昭和39年）3月25日：帝都高速度交通營團（營團地下鐵）日比谷線的霞關－惠比壽間開通的同時開業。
- 1994年（平成6年）3月：日比谷線車站改善工程動工[1]。
- 2000年（平成12年）12月12日：都營地下鐵大江戶線（國立競技場－清澄白河－都廳前間）全線開業，都營大江戶線的六本木站開業。成為轉乘站。
- 2001年（平成13年）3月：日比谷線車站改善工程完工。總工程費約39億7000萬日圓[1]。
- 2004年（平成16年）4月1日：營團地下鐵民營化，日比谷線由東京地下鐵繼承。
- 2013年（平成25年）9月27日：針對都營大江戶線使用者的日比谷線六本木站站內通過服務開始。（但限於平日10時－16時，周末假日10時－22時。）[2]

## 構造

### 東京地下鐵
側式月台2面2線的地下車站。剪票口位於地下1樓，月台位於地下2樓。因預計大江戶線通車時會有大量人潮因此進行大廳與月台拓寬工程。
由於本站與廣尾站間設有停車線，早上繁忙時間自北千住開出的班次有部分以本站為終點站。在所有乘客下車後，列車會駛到停車線。
西側剪票口前通道上方的六本木通難以跨越，因此有許多民眾利用該通道前往六本木新城。

#### 月台配置
| 月台 | 路線     | 目的地             |
| ---- | -------- | ------------------ |
| 1    | 日比谷線 | 中目黑方向         |
| 2    | 日比谷線 | 北千住、南栗橋方向 |

（來源：東京地下鐵:構內圖 （页面存档备份，存于））

#### 內部設施
- 剪票口位於地下1樓，共有兩處（西側1a - 1c、2出入口用剪票口與東側3 - 8出入口、大江戶線轉乘用剪票口），月台位於地下2層。
  - 廣尾側剪票口在改良工程前與神谷町方向剪票口是相同形態，但在改良工程中因應六本木新城開幕而新增專用剪票口。當時的自動售票機置於往六本木新城的通道上。工程結束後再次恢復成原來的一處剪票口。
- 商店（METRO'S（日语：メトロコマース））在地下1樓。
- 廁所位於1號線神谷町側與2號線廣尾側。
- 各剪票口與月台之間設有電扶梯。廣尾方向剪票口設有電梯。
- 由於車站位於彎道上，月台與列車間間隙較大，列車到站時站員會在月台上確認安全，此時月台會發出類似於平交道鈴聲的警告音。今後計畫在月台加上可動式踏板。

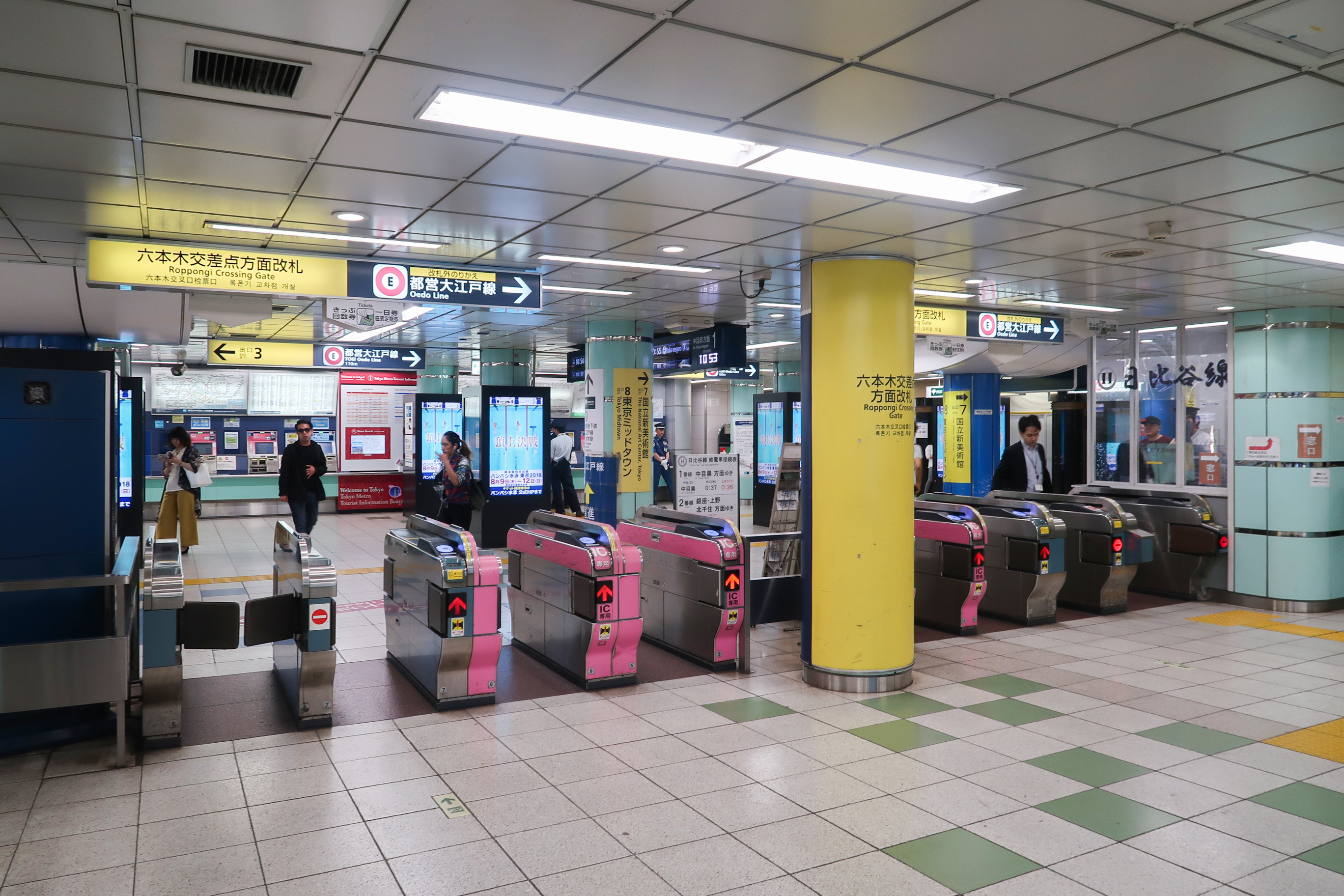
日比谷線剪票口
日比谷線1號月台
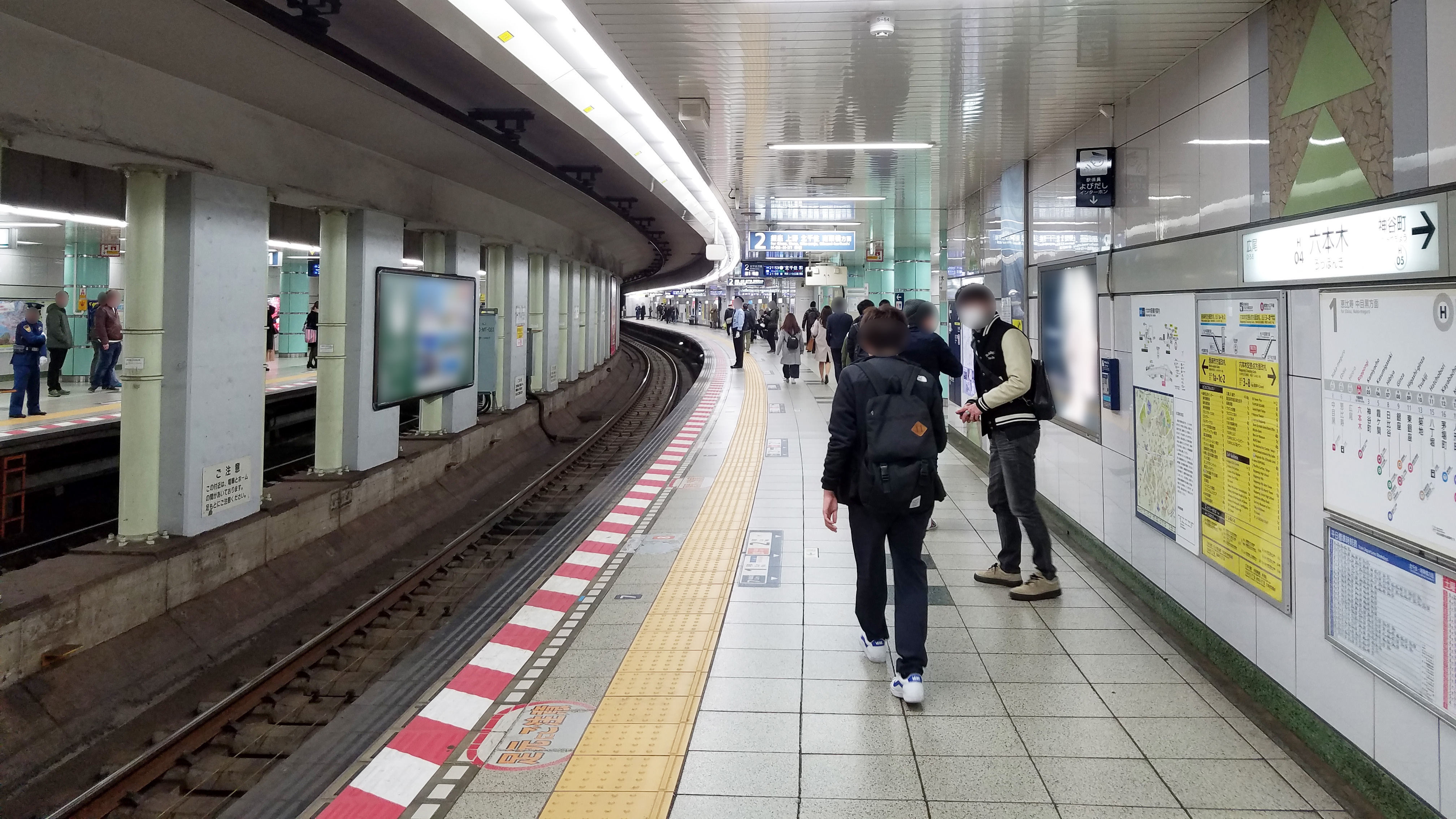
日比谷線2號月台（2019年3月）

### 東京都交通局

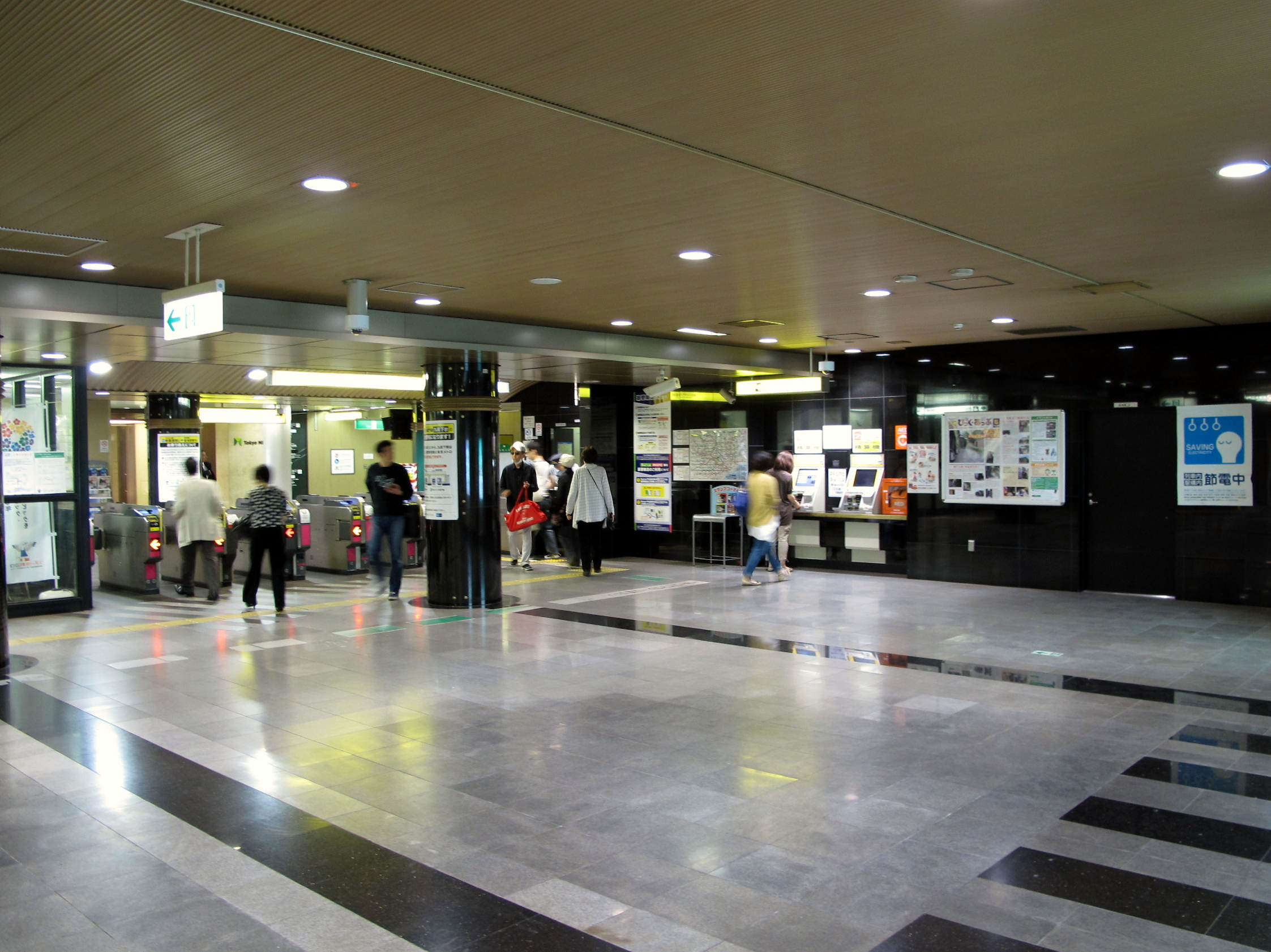
大江戶線剪票口

本站是上下雙層側式月台的2面2線地下車站。剪票口位於地下1樓，上層月台（1號月台，外環方向）位於地下5樓，下層月台（1號月台，內環方向）位於地下7樓。副站名為「六本木新城、東京中城前」。
本站採用雙層月台設計是要配合大江戶線近麻布地區的線形。而隧道鑽挖方面，每層月台採用雙圓斷面，同時鑽挖供列車及車站月台使用的隧道。此方法在日本被稱為「四圓心車站鑽挖法」。因此，下層月台是日本地下鐵車站最深的月台，深度為地下42.3公尺。而上層月台則位居第3位，深度為地下32.8公尺。
5、6號出入口由東京都交通局建設，內部加入管樂器的管狀設計。
7號出入口原是由東京都交通局所建設的大江戶線專用出入口，但在2007年3月30日東京中城開幕後，與新設的日比谷線剪票口與大江戶線剪票口地下連絡通道及8號出口連通。東京中城建設前的7號出口附近有公共廁所。

#### 月台配置
| 月台 | 路線     | 目的地           |
| ---- | -------- | ---------------- |
| 1    | 大江戶線 | 大門、兩國方向   |
| 2    | 大江戶線 | 都廳前、光丘方向 |

（來源：都營地下鐵:車站構內圖 （页面存档备份，存于））

#### 站內設施
- 剪票口位於地下1樓，共有兩處（南側3 - 6出入口、日比谷線轉乘用的剪票口，以及北側7、8出入口用剪票口），月台位於地下5樓（外回）與7樓（內回）。
- 商店在地下1樓
- 廁所在兩個剪票口附近。
- 電梯僅在東京中城側的剪票口內，1台通往地下1層 - 地下5層，另1台來回地下5層 - 地下7層。本站是大江戶線內唯一設有大型電梯的車站。電梯不開放旅客前往地下2、3、6層。
- 電扶梯分別連結地下1層與地下2層、地下2層與地下3層、地下3層與地下5層、地下3層與地下7層。

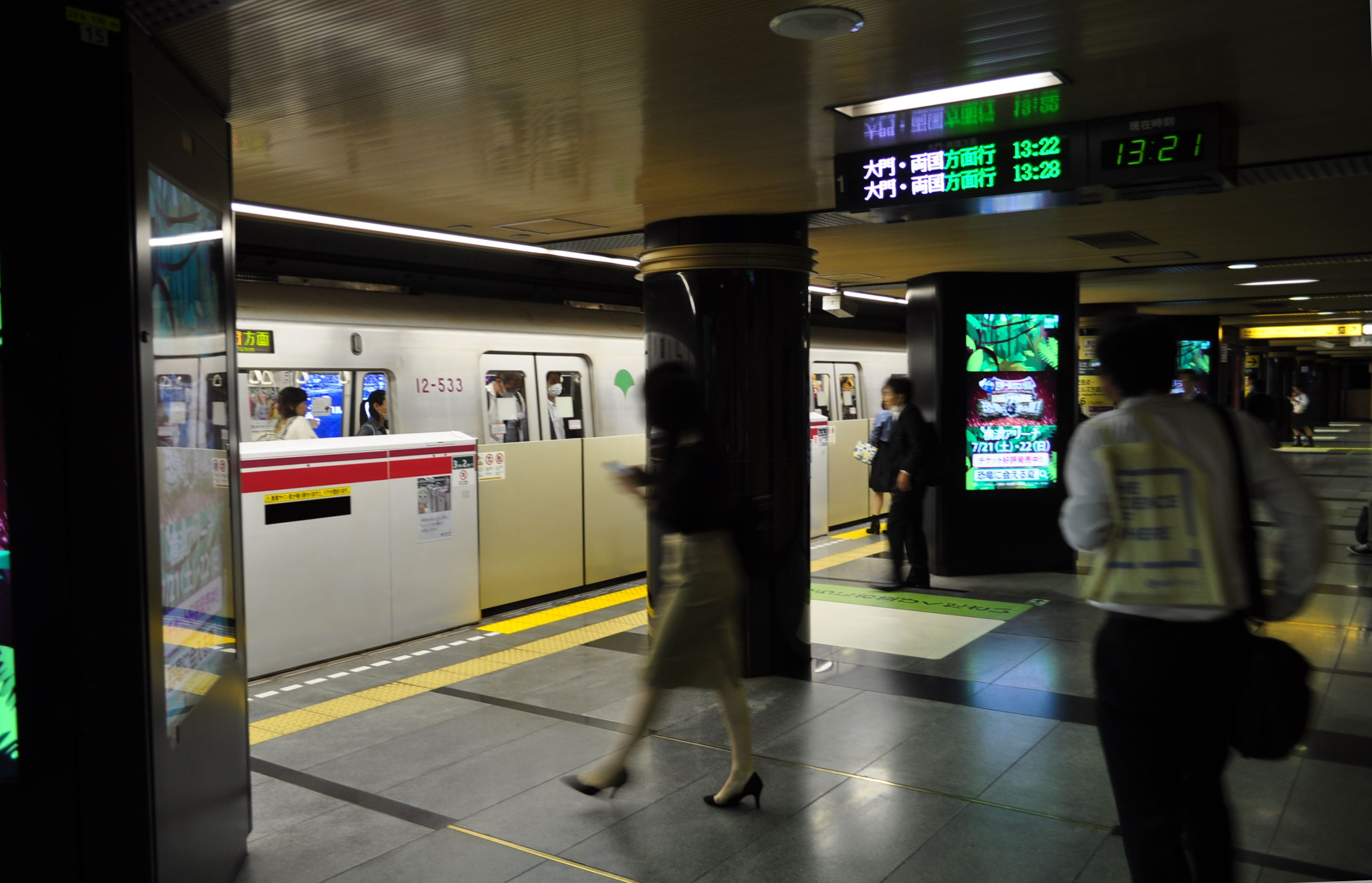
大江戶線往大門方向月台（2018年5月24日攝）
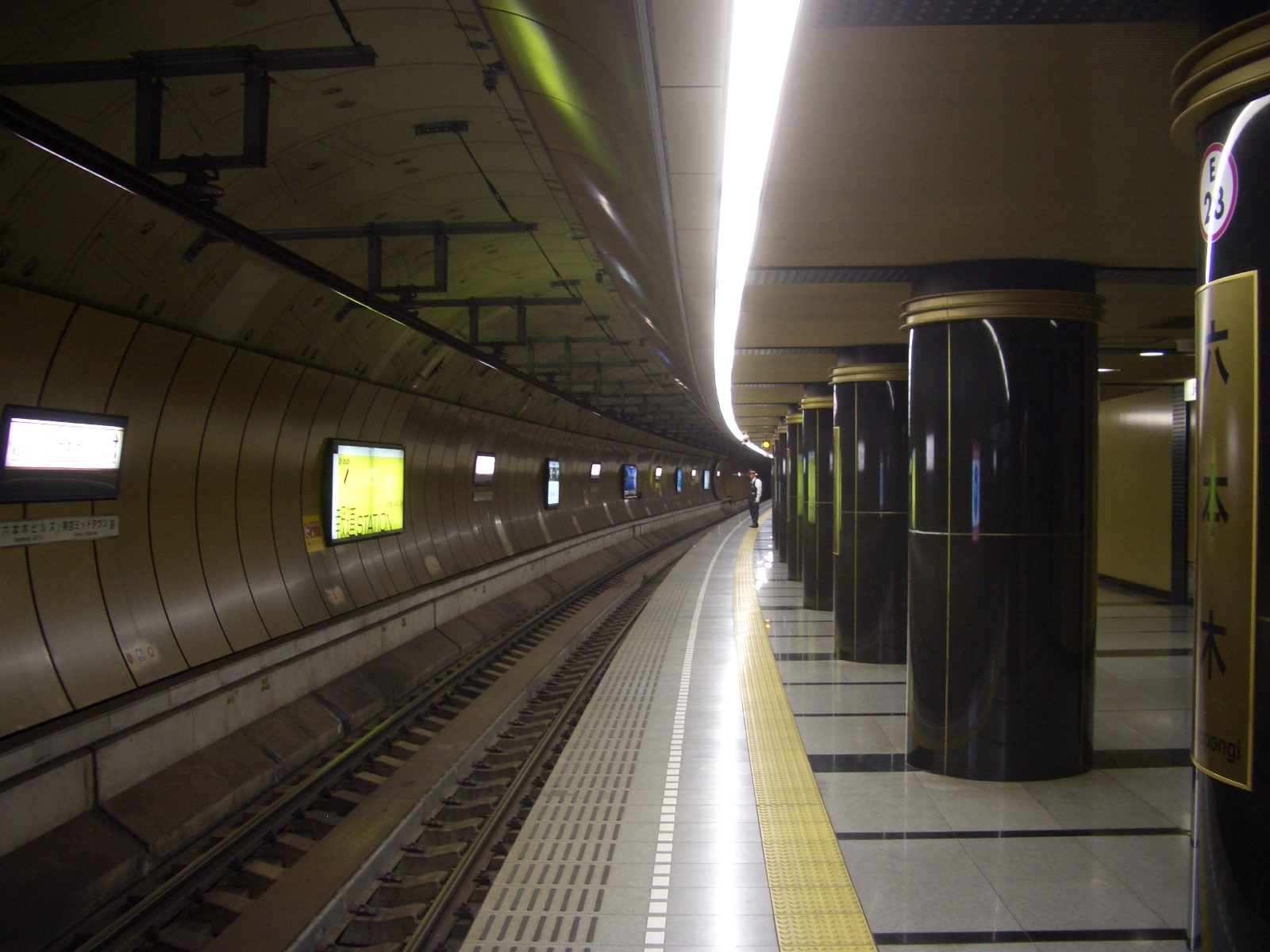
大江戶線1號月台（2008年12月）
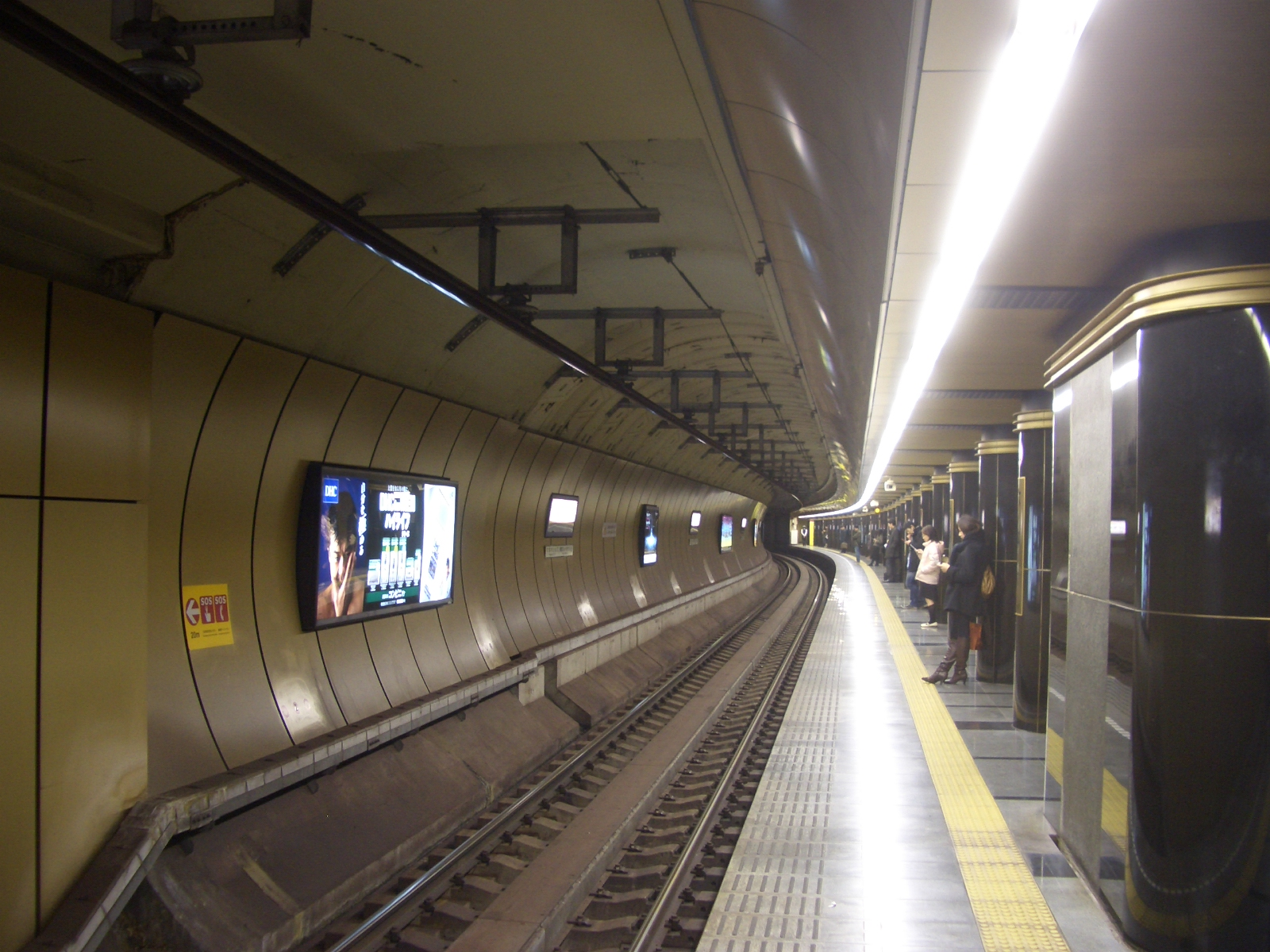
大江戶線2號月台（2008年12月）
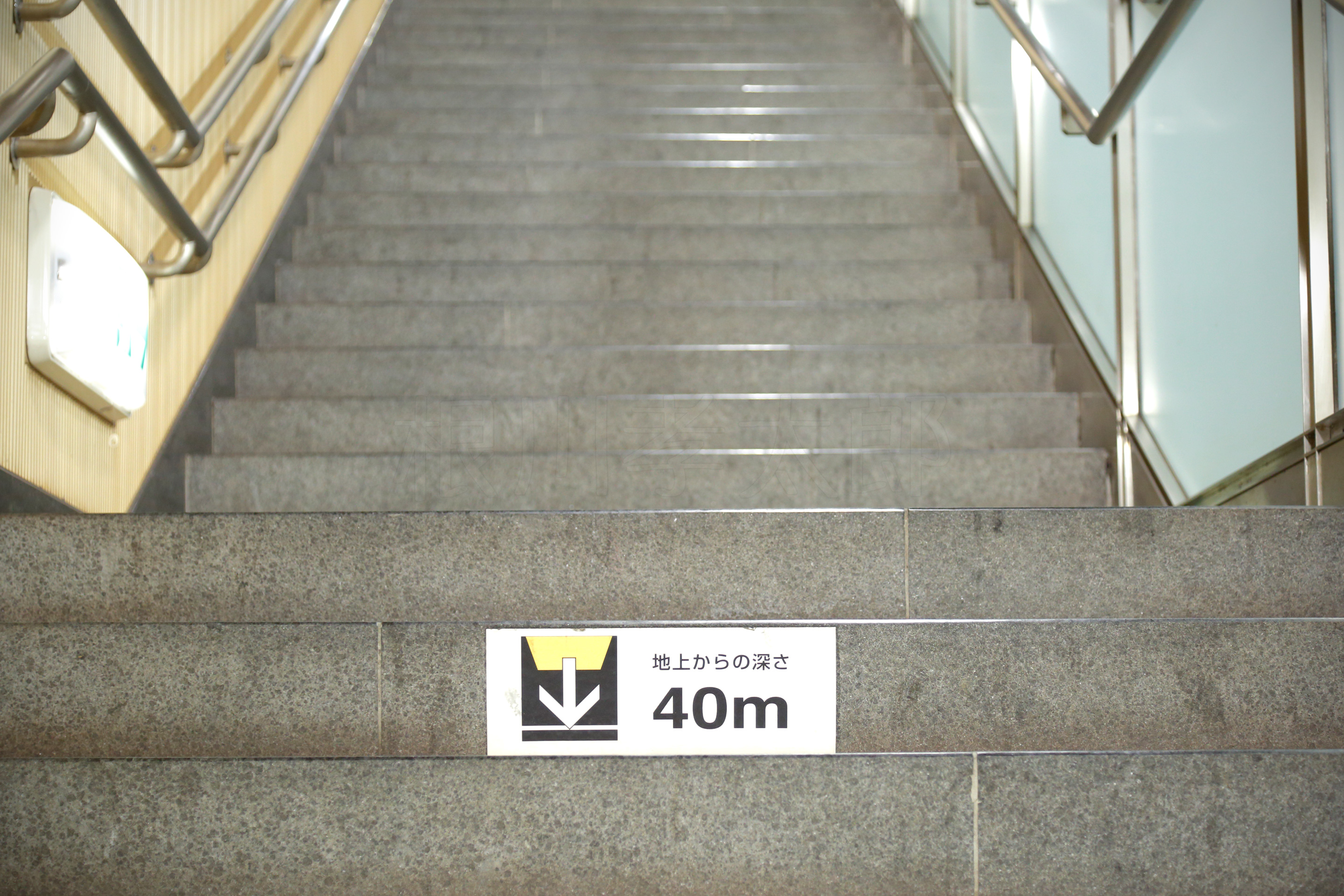
1月台階梯的「地下40公尺」貼紙

## 利用狀況
- 東京地下鐵 - 2023年度1日平均上下車人次為105,196人[使用人數 1]。
東京地下鐵全部130個車站中次於茅場町站名列第26位。
- 都營地下鐵 - 2023年度1日平均上下車人次為79,608人（上車人次39,300人、下車人次40,308人）[都交 1]。
開業當時僅31,000人左右。

各年度1日平均上下車人次如下表。
| 年度               | 東京地下鐵         | 東京地下鐵 | 都營地下鐵         | 都營地下鐵 |
| 年度               | 1日平均 上下車人次 | 增加率     | 1日平均 上下車人次 | 增加率     |
| ------------------ | ------------------ | ---------- | ------------------ | ---------- |
| 1999年（平成11年） | 108,007            |            | 未開業             | 未開業     |
| 2000年（平成12年） | 96,520             | −10.6%     | 29,903             |            |
| 2001年（平成13年） | 80,020             | −17.1%     | 37,621             | 25.8%      |
| 2002年（平成14年） | 78,956             | −1.3%      | 43,535             | 15.7%      |
| 2003年（平成15年） | 101,211            | 28.2%      | 64,169             | 47.4%      |
| 2004年（平成16年） | 114,136            | 12.8%      | 66,961             | 4.4%       |
| 2005年（平成17年） | 114,503            | 0.3%       | 71,359             | 6.6%       |
| 2006年（平成18年） | 118,205            | 3.2%       | 76,038             | 6.6%       |
| 2007年（平成19年） | 130,664            | 10.5%      | 96,361             | 26.7%      |
| 2008年（平成20年） | 125,335            | −4.1%      | 93,334             | −3.1%      |
| 2009年（平成21年） | 120,060            | −4.2%      | 91,247             | −2.2%      |
| 2010年（平成22年） | 121,947            | 1.6%       | 92,411             | 1.3%       |
| 2011年（平成23年） | 118,083            | −3.2%      | 88,835             | −3.9%      |
| 2012年（平成24年） | 125,470            | 6.3%       | 96,404             | 8.5%       |
| 2013年（平成25年） | 130,190            | 3.8%       | 99,721             | 3.4%       |
| 2014年（平成26年） | 130,018            | −0.1%      | 100,590            | 0.9%       |
| 2015年（平成27年） | 132,935            | 2.2%       | 102,131            | 1.5%       |
| 2016年（平成28年） | 134,369            | 1.1%       | 100,916            | −1.2%      |
| 2017年（平成29年） | 134,902            | 0.4%       | 100,587            | −0.3%      |
| 2018年（平成30年） | 138,950            | 3.0%       | 103,793            | 3.2%       |
| 2019年（令和元年） | 133,164            | −4.2%      | 98,539             | −5.1%      |
| 2020年（令和02年） | 71,366             | −46.4%     | 53,553             | −45.7%     |
| 2021年（令和03年） | 78,691             | 10.3%      | 60,155             | 12.4%      |
| 2022年（令和04年） | 94,895             | 20.6%      | 70,822             | 17.7%      |
| 2023年（令和05年） | 105,196            | 10.9%      | 79,608             | 12.4%      |

### 各年度1日平均上車人次（1963年－2000年）
| 年度               | 營團   | 都營地下鐵 | 來源              |
| ------------------ | ------ | ---------- | ----------------- |
| 1963年（昭和38年） | 6,201  | 未 開 業   | [ 東京都統計 1 ]  |
| 1964年（昭和39年） | 10,414 | 未 開 業   | [ 東京都統計 2 ]  |
| 1965年（昭和40年） | 16,421 | 未 開 業   | [ 東京都統計 3 ]  |
| 1966年（昭和41年） | 17,936 | 未 開 業   | [ 東京都統計 4 ]  |
| 1967年（昭和42年） | 20,411 | 未 開 業   | [ 東京都統計 5 ]  |
| 1968年（昭和43年） | 23,257 | 未 開 業   | [ 東京都統計 6 ]  |
| 1969年（昭和44年） | 26,916 | 未 開 業   | [ 東京都統計 7 ]  |
| 1970年（昭和45年） | 30,430 | 未 開 業   | [ 東京都統計 8 ]  |
| 1971年（昭和46年） | 35,086 | 未 開 業   | [ 東京都統計 9 ]  |
| 1972年（昭和47年） | 39,252 | 未 開 業   | [ 東京都統計 10 ] |
| 1973年（昭和48年） | 39,647 | 未 開 業   | [ 東京都統計 11 ] |
| 1974年（昭和49年） | 43,186 | 未 開 業   | [ 東京都統計 12 ] |
| 1975年（昭和50年） | 44,440 | 未 開 業   | [ 東京都統計 13 ] |
| 1976年（昭和51年） | 46,315 | 未 開 業   | [ 東京都統計 14 ] |
| 1977年（昭和52年） | 48,195 | 未 開 業   | [ 東京都統計 15 ] |
| 1978年（昭和53年） | 47,441 | 未 開 業   | [ 東京都統計 16 ] |
| 1979年（昭和54年） | 48,104 | 未 開 業   | [ 東京都統計 17 ] |
| 1980年（昭和55年） | 49,808 | 未 開 業   | [ 東京都統計 18 ] |
| 1981年（昭和56年） | 53,175 | 未 開 業   | [ 東京都統計 19 ] |
| 1982年（昭和57年） | 54,986 | 未 開 業   | [ 東京都統計 20 ] |
| 1983年（昭和58年） | 56,639 | 未 開 業   | [ 東京都統計 21 ] |
| 1984年（昭和59年） | 60,134 | 未 開 業   | [ 東京都統計 22 ] |
| 1985年（昭和60年） | 61,479 | 未 開 業   | [ 東京都統計 23 ] |
| 1986年（昭和61年） | 62,597 | 未 開 業   | [ 東京都統計 24 ] |
| 1987年（昭和62年） | 62,579 | 未 開 業   | [ 東京都統計 25 ] |
| 1988年（昭和63年） | 62,819 | 未 開 業   | [ 東京都統計 26 ] |
| 1989年（平成元年） | 62,951 | 未 開 業   | [ 東京都統計 27 ] |
| 1990年（平成02年） | 62,526 | 未 開 業   | [ 東京都統計 28 ] |
| 1991年（平成03年） | 60,415 | 未 開 業   | [ 東京都統計 29 ] |
| 1992年（平成04年） | 58,192 | 未 開 業   | [ 東京都統計 30 ] |
| 1993年（平成05年） | 56,090 | 未 開 業   | [ 東京都統計 31 ] |
| 1994年（平成06年） | 55,836 | 未 開 業   | [ 東京都統計 32 ] |
| 1995年（平成07年） | 54,899 | 未 開 業   | [ 東京都統計 33 ] |
| 1996年（平成08年） | 54,318 | 未 開 業   | [ 東京都統計 34 ] |
| 1997年（平成09年） | 52,975 | 未 開 業   | [ 東京都統計 35 ] |
| 1998年（平成10年） | 52,416 | 未 開 業   | [ 東京都統計 36 ] |
| 1999年（平成11年） | 50,844 | 未 開 業   | [ 東京都統計 37 ] |
| 2000年（平成12年） | 43,866 | 15,744     | [ 東京都統計 38 ] |

### 各年度1日平均上車人次（2001年以後）
近年1日平均上車人次的推移如下表。
| 年度               | 營團 / 東京地下鐵 | 都營地下鐵 | 來源              |
| ------------------ | ----------------- | ---------- | ----------------- |
| 2001年（平成13年） | 38,866            | 19,506     | [ 東京都統計 39 ] |
| 2002年（平成14年） | 39,167            | 22,810     | [ 東京都統計 40 ] |
| 2003年（平成15年） | 54,262            | 33,811     | [ 東京都統計 41 ] |
| 2004年（平成16年） | 54,132            | 34,699     | [ 東京都統計 42 ] |
| 2005年（平成17年） | 54,984            | 36,942     | [ 東京都統計 43 ] |
| 2006年（平成18年） | 56,956            | 39,419     | [ 東京都統計 44 ] |
| 2007年（平成19年） | 65,191            | 49,855     | [ 東京都統計 45 ] |
| 2008年（平成20年） | 61,414            | 47,164     | [ 東京都統計 46 ] |
| 2009年（平成21年） | 59,074            | 45,785     | [ 東京都統計 47 ] |
| 2010年（平成22年） | 60,219            | 46,492     | [ 東京都統計 48 ] |
| 2011年（平成23年） | 58,268            | 44,633     | [ 東京都統計 49 ] |
| 2012年（平成24年） | 61,926            | 48,101     | [ 東京都統計 50 ] |
| 2013年（平成25年） | 64,227            | 49,758     | [ 東京都統計 51 ] |
| 2014年（平成26年） | 64,260            | 50,211     | [ 東京都統計 52 ] |
| 2015年（平成27年） | 65,626            | 50,935     | [ 東京都統計 53 ] |
| 2016年（平成28年） | 66,364            | 50,318     | [ 東京都統計 54 ] |
| 2017年（平成29年） | 66,710            | 50,180     | [ 東京都統計 55 ] |
| 2018年（平成30年） | 68,789            | 51,730     | [ 東京都統計 56 ] |
| 2019年（令和元年） |                   | 48,937     | [ 東京都統計 57 ] |
| 2020年（令和02年） |                   | 26,494     |                   |
| 2021年（令和03年） |                   | 29,692     |                   |
| 2022年（令和04年） |                   | 34,991     |                   |
| 2023年（令和05年） |                   | 39,300     |                   |

備考
1. ↑  1964年3月25日開業。開業日から同年3月31日までの計7日間を集計したデータ。
2. ↑  2000年12月12日開業。開業日から翌年3月31日までの計110日間を集計したデータ。

## 周邊
- [ALMOND（日语：アマンド）六本木店
- 六本木新城
  - 六本木新城森大樓
    - 六本木新城郵便局
    - 森美術館
    - J-WAVE本社

  - 朝日電視台本社
  - 六本木新城露天廣場
  - 東京君悅酒店（日语：グランドハイアット東京）
  - 六本木新城HOLLYWOOD（日语：ハリウッド (企業)） Beauty Plaza
    - HOLLYWOOD化妝品（日语：ハリウッド化粧品）本社
    - HOLLYWOOD BUAUTY專門學校（日语：ハリウッドビューティ専門学校）

  - 六本木新城住宅區（六本木ヒルズレジデンス）
- Being本社
- 俳優座劇場（日语：劇団俳優座）
- Zepp Blue Theater六本木（日语：Zeppブルーシアター六本木）
- 麻布稅務署
- 警視廳麻布警察署（日语：麻布警察署）
- 麻布消防署
- 港區役所（日语：港区役所 (東京都)）麻布地區綜合支所
  - 港區麻布區民中心
  - 港（みなと）保健所生活衛生中心
- 六本木站前郵便局
- 西麻布郵便局
- 東京中城 - 8號出入口直通
  - 中城大廈
    - 東京麗思卡爾頓酒店（日语：ザ・リッツ・カールトン東京）
    - 東京中城郵便局

  - 三得利美術館
- 住友不動產六本木Grand Tower（日语：住友不動産六本木グランドタワー）
  - 東京電視控股本社
  - 東京電視台本社
  - BS JAPAN本社
- Mercedes-Benz Connection（日语：メルセデス・ベンツ コネクション）
- 乃木坂站（東京地下鐵千代田線）
- 六本木一丁目站（東京地下鐵南北線）
- 政策研究大學院大學
- 東京都立六本木高等學校（日语：東京都立六本木高等学校）
- 港區立六本木中學校（日语：港区立六本木中学校）
- 東洋英和女學院（日语：学校法人東洋英和女学院）
- 國立新美術館
- 心臓血管研究所附屬醫院
- 塔吉克駐日大使館
- 迦納駐日大使館
- 寮國駐日大使館
- 希臘駐日大使館
- 烏克蘭駐日大使館
- 羅馬尼亞駐日大使館
- 聖馬利諾駐日大使館
- 中華人民共和國駐日大使館
- 立陶宛駐日大使館
- 新加坡駐日大使館
- 菲律賓駐日大使館

## 巴士路線
六本木站前（3、4號出入口附近）
- 都營巴士
  - <都01> 往澀谷站（經青山學院中等部（日语：青山学院中等部・高等部）前）／往赤坂ARK Hills（日语：アークヒルズ）前、新橋站（經六本木一丁目站、溜池、虎之門）
  - <深夜01> 往澀谷站（經青山學院中等部前）／往新橋站北口（經六本木一丁目站、溜池、虎之門）
  - <渋88> 往澀谷站（經南青山五丁目）／往新橋站（經神谷町站、虎之門）
  - <反96> 往五反田站（經麻布十番站、古川橋（日语：古川橋 (東京都港区)）、泉岳寺、品川站高輪口）
- 港區社區巴士「Chiibus（日语：ちぃばす）」（FUJIEXPRESS（日语：フジエクスプレス））
- <田町路線> 往赤羽橋站、三田站、田町站西口方向
- <赤坂路線> 往赤坂站、赤坂見附站、青山一丁目站方向／往六本木新城方向

六本木交差點北（4號出口附近）
- 港區社區巴士「Chiibus」（FUJIEXPRESS）
  - <赤坂路線> 往赤坂站前、赤坂見附站、青山一丁目站前方向

六本木七丁目（7號出口附近）
- 港區社區巴士「Chiibus」（FUJIEXPRESS）
  - <赤坂路線> 往赤坂站前、赤坂見附站、青山一丁目站前方向

六本木（7號出口附近）
- 西東京巴士（日语：西東京バス）
  - <樂樂Express> 往河邊站北口（經拜島站、熊川站、牛濱站入口、福生站西口、羽村站東口、小作站東口）

## 相鄰車站
東京地下鐵
 日比谷線
廣尾（H 03）－六本木（H 04）－神谷町（H 05）
 都營地下鐵
 大江戶線
麻布十番（E 22）－六本木（E 23）－青山一丁目（E 24）

### 來源
地下鐵1日平均使用人數
1. 1 2 3  . 東京地下鉄.   [2024-06-24] （日语）.
2. ↑  . 東京地下鉄.   [2023-06-27] （日语）.
3. ↑  . 東京地下鉄.   [2023-06-27] （日语）.
4. ↑  . 東京地下鉄.   [2024-06-24] （日语）.

地下鐵統計資料
1. ↑  .   [2017-03-12]. （原始内容存档于2017-07-31）.
2. ↑  .   [2017-03-12]. （原始内容存档于2016-04-01）.
3. ↑  行政資料集 （页面存档备份，存于） - 港区

東京都交通局 各站上下車人員
1. 1 2 3 4   (PDF). 東京都交通局: 80-81.   [2025-01-19]. （原始内容 (pdf)存档于2025-01-19）.
2. 1 2  . 東京都交通局.   [2022-11-13]. （原始内容存档于2021-11-04）.
3. 1 2  . 東京都交通局.   [2022-11-13]. （原始内容存档于2022-11-12）.
4. 1 2   (PDF) (报告). 東京都交通局.   [2023-11-03]. （原始内容 (pdf)存档于2023-11-03）.

東京都統計年鑑
1. ↑  .   [2019-01-05]. （原始内容存档于2015-06-29）.
2. ↑  .   [2019-01-05]. （原始内容存档于2015-06-29）.
3. ↑  .   [2019-01-05]. （原始内容存档于2016-03-05）.
4. ↑  .   [2019-01-05]. （原始内容存档于2016-03-05）.
5. ↑  .   [2019-01-05]. （原始内容存档于2016-03-05）.
6. ↑  .   [2019-01-05]. （原始内容存档于2016-03-05）.
7. ↑  .   [2019-01-05]. （原始内容存档于2016-03-05）.
8. ↑  .   [2019-01-05]. （原始内容存档于2016-03-05）.
9. ↑  .   [2019-01-05]. （原始内容存档于2015-06-29）.
10. ↑  .   [2019-01-05]. （原始内容存档于2015-06-29）.
11. ↑  .   [2019-01-05]. （原始内容存档于2015-06-29）.
12. ↑  .   [2019-01-05]. （原始内容存档于2016-03-05）.
13. ↑  .   [2019-01-05]. （原始内容存档于2016-06-02）.
14. ↑  .   [2019-01-05]. （原始内容存档于2015-06-29）.
15. ↑  .   [2019-01-05]. （原始内容存档于2016-03-05）.
16. ↑  .   [2019-01-05]. （原始内容存档于2015-06-29）.
17. ↑  .   [2019-01-05]. （原始内容存档于2016-03-05）.
18. ↑  .   [2019-01-05]. （原始内容存档于2016-03-05）.
19. ↑  .   [2019-01-05]. （原始内容存档于2016-03-05）.
20. ↑  .   [2019-01-05]. （原始内容存档于2015-06-29）.
21. ↑  .   [2019-01-05]. （原始内容存档于2015-06-29）.
22. ↑  .   [2019-01-05]. （原始内容存档于2015-06-29）.
23. ↑  .   [2019-01-05]. （原始内容存档于2016-03-05）.
24. ↑  .   [2019-01-05]. （原始内容存档于2016-03-05）.
25. ↑  .   [2019-01-05]. （原始内容存档于2015-06-29）.
26. ↑  .   [2019-01-05]. （原始内容存档于2016-03-05）.
27. ↑  .   [2019-01-05]. （原始内容存档于2016-03-05）.
28. ↑  .   [2019-01-05]. （原始内容存档于2016-03-05）.
29. ↑  .   [2019-01-05]. （原始内容存档于2016-03-05）.
30. ↑  .   [2019-01-05]. （原始内容存档于2013-08-15）.
31. ↑  .   [2019-01-05]. （原始内容存档于2013-02-03）.
32. ↑  .   [2019-01-05]. （原始内容存档于2013-02-03）.
33. ↑  .   [2019-01-05]. （原始内容存档于2013-02-03）.
34. ↑  .   [2019-01-05]. （原始内容存档于2013-02-03）.
35. ↑  .   [2019-01-05]. （原始内容存档于2016-03-04）.
36. ↑  平成10年PDF
37. ↑  平成11年PDF
38. ↑  .   [2017-03-12]. （原始内容存档于2016-03-04）.
39. ↑  .   [2017-03-12]. （原始内容存档于2016-03-04）.
40. ↑  .   [2017-03-12]. （原始内容存档于2017-07-29）.
41. ↑  .   [2017-03-12]. （原始内容存档于2017-07-29）.
42. ↑  .   [2017-03-12]. （原始内容存档于2017-07-29）.
43. ↑  .   [2017-03-12]. （原始内容存档于2017-07-29）.
44. ↑  .   [2017-03-12]. （原始内容存档于2017-07-29）.
45. ↑  .   [2017-03-12]. （原始内容存档于2017-07-29）.
46. ↑  .   [2017-03-12]. （原始内容存档于2017-07-29）.
47. ↑  .   [2019-01-05]. （原始内容存档于2016-03-26）.
48. ↑  .   [2019-01-05]. （原始内容存档于2016-03-27）.
49. ↑  .   [2019-01-05]. （原始内容存档于2016-03-25）.
50. ↑  .   [2019-01-05]. （原始内容存档于2016-03-27）.
51. ↑  .   [2019-01-05]. （原始内容存档于2016-03-22）.
52. ↑  .   [2019-01-05]. （原始内容存档于2017-07-30）.
53. ↑  .   [2019-01-05]. （原始内容存档于2018-11-09）.
54. ↑  .   [2019-01-05]. （原始内容存档于2019-05-02）.
55. ↑  .   [2021-01-22]. （原始内容存档于2020-10-31）.
56. ↑  .   [2021-01-22]. （原始内容存档于2020-08-04）.
57. ↑  平成31年・令和元年

## 外部連結
- 六本木/H04 | 路線・車站資訊 | 東京地下鐵
- 六本木 - 東京都交通局